# 이종찬 (1936년)
이종찬(李鍾贊, 1936년 4월 29일~)은 대한민국의 군인 출신 정치인이다. 제23대 광복회장(2023. 6. 1.~)이다. 제11·12·13·14대 국회의원, 초대 국가정보원장(1999. 1.~1999. 5.)을 지냈다. 아나키스트 계열의 독립운동가인 이회영의 손자이다.
본관은 경주, 자는 계원(桂苑), 호는 삼인(森人)이다. 중화민국 장쑤성 상하이에서 출생하였고 중화민국 쓰촨성 충칭에서 어린시절을 보냈다. 광복 이후 귀국하여 서울에서 성장했다.
1960년 2월 대한민국 육군사관학교 16기로 학사 학위 취득하고 군인으로 복무하다가 1971년 군인 신분을 유지하면서 중앙정보부에 입부하였다. 주영국대사관 참사관, 1980년 중앙정보부 기획조정실장, 국가보위입법회의 의원을 역임했고, 준장으로 예편해서 군복을 벗고 민주정의당 창당에 참여하였다. 1981년 제11대 국회의원에 당선된 것을 시작으로 12~14대 국회의원에 당선되면서 4선 국회의원을 역임하였다. 1997년 제15대 대통령선거에서 김대중이 당선되자 대통령직 인수위원회 위원장을 맡았고, 1998년 안기부장이 되고, 국가정보원으로 개편되자 초대 국정원장이 되었다. 전두환, 노태우 정권의 여당이었던 민주정의당(민정당)의 간부였지만, 노태우 정권 말기에 다시 여당의 차기 대통령 후보자를 놓고 김영삼과 경쟁하여 패배한 뒤 당을 빠져나와 김대중 진영에 합류하였다.
한때 민주정의당과 민주자유당의 유력 차기 대선주자로 여겨졌지만, 김영삼의 군출신 인사 견제, 숙청으로 그와 갈등하다가 김대중과 손을 잡게 되었다. 어머니는 흥선대원군의 외손녀 조계진이며, 아버지는 독립운동가 이회영의 아들 이규학이다. 초대 부통령 이시영은 종조부이며, 국회의원 이종걸과는 사촌 형제 간이다.

## 생애

### 생애 초반

#### 출생과 가계

상해 비행장에서 대한민국 임시정부 요인들과 교민들, 백범 김구와 그 며느리 안미생 앞에 있는 남자 아이가 이종찬

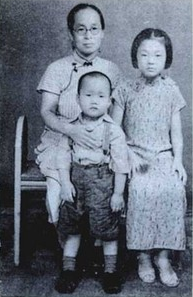
어머니 조계진, 누나와 함께 (가운데 선 소년이 이종찬)

1936년 중국 상하이에서 독립운동가 이규학과 조계진의 넷째 아들로 태어났다. 할아버지는 우당 이회영이고 종조부는 독립운동가이자 대한민국의 부통령을 지낸 이시영이었다. 중국 상하이 불조계 출생으로 원적지는 서울이다.
변호사 출신 정치인 이종걸은 그의 사촌 동생이었다. 우당 이회영의 본부인이기도 한 달성 서씨 부인의 차남인 이규학이 그의 아버지이고, 한편 이회영의 후처 이은숙에게서 얻은 둘째 아들(이회영에게는 다섯째 아들)인 이규동은 이종걸의 아버지였다. 소론 이항복 가문의 후손으로, 그의 직계 선조 중에는 이광좌, 이태좌 등 영조 때 소론의 거두들이 있었고, 이종성은 사도세자의 측근이었다. 그의 가문은 대대로 관직을 역임하며 증조부 이유원이 조선 말기에 이조판서를 역임하였다.
삼촌 이규창은 상하이에서 거류민단 상인 친일파 이용로 암살 사건으로 붙잡혀 13년 형을 언도받고 형무소에서 복역 중에 또 다시 독립운동을 하다가 2년형을 추가, 해방으로 11년만에 풀려났다.
외가로는 흥선대원군의 외손이었다. 흥선대원군의 딸 중 한 명은 조정구에게 출가했는데, 어머니 조계진은 조정구의 딸이었다. 고종과 흥친왕은 어머니 조정구의 외삼촌들이었고, 순종, 이준용, 의친왕, 완친왕, 영친왕은 외사촌들이 된다. 어머니 조계진은 경기여고를 6회로 졸업한 인텔리 여성이었다.
아버지 이규학은 상해에서 일본 헌병대에 연행되어 고문 끝에 청각을 잃었다. 어려운 환경에서 자라났고, 해방 후 귀국한 뒤에도 가난한 환경에서 성장하였다.

#### 수학 시절
상하이 불조계에서 성장하여 상하이 협진 소학교(協進小學敎)를 다녔다. 아버지 이규학은 고문으로 인한 청각 상실로 평생 어렵게 살았다. 이종찬은 이러한 어려움을 이겨내고 자신을 다시 일으켜 세웠다. 1945년 11월 3일 임시정부 요인 환국 때 제1진의 한 사람으로 종조부 이시영, 임정 주석 김구, 부주석 김규식 등과 함께 귀국하였다. 귀국 당시 김구를 비롯한 독립투사들과 나란히 사진을 찍은 소년은 당시 10세였던 이종찬이었다.
그러나 다시 상하이로 되돌아갔다가 1946년에 다시 귀국하였다. 상하이 협진 소학교 3학년을 다니다가 귀국한 그는 1년을 쉬고 동대문에 있는 창신 국민학교 3학년에 편입, 여기서 훗날 부인이 되는 윤장순을 만났다. 1951년 창신국민학교를 졸업하고 중학교 입학 시험에서 우수한 성적으로 서울 경기중학교에 입학하였다.
서울 경기중학교와 서울 경기고등학교를 거쳐 1956년 대한민국 육군사관학교로 진학하였다. 여담으로 대우그룹 김우중 회장과 중,고등학교 동창이었으며 서로가 교내에서 주먹으로 유명했다고 전해진다.

### 군 복무와 정치 활동

#### 장교 생활과 중앙정보부 근무
1960년 2월 대한민국 육군사관학교 16기로 졸업, 졸업과 동시에 대한민국 육군 소위로 임관하였고, 1961년에는 유원식 대령의 보좌관이 되었다. 오랫동안 유원식을 보좌하다가 1962년 9월 육군사관학교 교육장교로 부임하였다. 군 복무 중 1963년 서울대학교 행정대학원에서 행정학석사학위를 받았다. 그 해 육군사관학교 교수를 지내기도 했다. 그는 군부 내에서 하나회에 가입하지 않은 몇 안되는 군인이기도 했다.
1964년 대한민국 육군고급부관학교에서 영어를 배우고 미국 육군특수전학교 심리전 과정에 지원하여 합격, 미국에서 특수전학교 심리전 과정을 마쳤다. 군사정보부대에서 근무하다가 1965년에 육군 대위로 재직 중 정보장교가 되어 중앙정보부로 발령되었다가 그 해 중앙정보부 1기 공채에 합격하였다. 그뒤 중앙정보부 대공지도계장, 강창성 보안차장보의 보좌관을 거쳐 1971년 중앙정보부 직원 신분으로 육군 예비역 소령으로 예편하였다. 71년 중앙정보부 보안차장보 보좌관이 되었다. 이후 잠시 외교관이 되어 1973년 주영국대사관 참사관을 지냈다.
그뒤 중앙정보부 총무과장, 1국 부국장 등을 지냈다. 1980년 5월 중앙정보부 총무과장으로 재직 중 인사쇄신에 공을 세워 그뒤 중앙정보부 총무국장을 거쳐 1980년 5월 17일 중앙정보부 기획조정실장이 되었다. 그 해 5월 27일 국가보위입법회의(약칭 국보위) 설치 후 국보위 의원을 지내고 1980년 초부터 권정달 등과 함께 민주정의당 창당, 조직에 참여하였다. 민정당 창당발기인의 한사람이 되었으며 그 해 10월 중앙정보부 차장보로 발탁되었다. 12월 민주정의당 창당 후 그만두고 12월 민주정의당 사무차장이 되고, 민정당 조직분과위원장이 되었다. 1981년 민주정의당 원내총무에 선임되었다.

#### 정치 활동

##### 정치 활동 초반
1981년 서울 종로구, 중구에서 민주정의당 공천으로 제11대 국회의원 선거에 출마, 당선되었으며 그 후 제12, 13, 14대 국회의원으로 계속하여 당선되었다. 1983년 민정당 운영위원장이 되었다. 그밖에 민주정의당의 원내총무와 사무총장을 지냈고, 국회 운영위원회 위원장을 맡았다. 1988년에는 정무제1장관을 지내기도 하였다.
정치 활동 중 이종찬은 상해 임시정부의 법통을 헌법 전문 중에 담자고 늘 주장했다. 이어 고려대학교 사학과 교수 김준엽이 그의 견해에 적극 지지했고, 초대 대통령인 이승만도 대한민국의 건국을 임시정부에서부터 계산하여 민국 30년이라 했으므로 그의 임정 법통론은 무난히 통과하였다. 제6공화국 당시 헌법에 대한민국 임시정부의 법통을 계승하여 라는 조항이 구체적으로 실리게 되었다.
이종찬은 선대로부터 살아온 종로, 중구에서의 몇 번의 국회의원을 역임하는 동안 종로, 중구 구민 뿐만 아니라 타 구에서도 존경받는 정치 지도자로 부상하였다. 이후 민주정의당 원내총무로 선임되었다.

##### 민자당, 새한국당 참여
1986년부터 1988년까지 한중문화협회 회장을 지냈다. 1988년 초, 그는 한때 유력 대권주자로 손꼽히기도 했다. 그러나 6.29 선언으로 노태우가 대세가 되면서 그는 당내 지분을 인정받는 조건으로 차기 자리를 노리게 되었다. 1988년 12월 민주정의당 사무총장으로 선출되었다.
1990년 1월의 3당 합당 후 민주자유당이 출범하자, 이종찬은 그대로 민자당 당무위원으로 선출되었다. 1992년 14대 국회의원으로 재선되었으며, 그 해의 대통령 선거를 앞두고 그는 김영삼에 대항하여 민주자유당 대통령 후보 경선에 출마하였으나 김영삼 측으로부터 육사 출신, 중앙정보부 근무 경력, 민주정의당 창당 주도 문제에 대해 공격당했다. 경선 중도 사퇴론이 한때 있었으나 경선 완주를 선언하였다.
그러나 경선결과 그는 경선이 불공정하다고 주장하며 8월 민주자유당을 탈당하였고, 이후 민주자유당을 탈당한 박철언, 김용환 등과 함께 새한국당을 창당하여 제14대 대통령선거에 출마하였으나 정주영 후보 지지를 선언하고 사퇴하였다.

##### 김대중 정부 참여
1995년 3월 민주당에 입당하였고, 1996년 새정치국민회의 입당 후 당무위원에 선출되었으며, 그 해 새정치국민회의 공천으로 제15대 국회의원 총선거에 출마하였으나 낙선하였다.
당시 이종찬 후보는 토박이 종로 사람이며 거물 정치인이라는 점을 앞세웠다. 이러한 와중에 종로저널 사건이 발생했다. 사건의 발단은 종로지역 주간지인 종로저널이 각 정당 후보들에 대한 지역 주민 지지도 조사를 1996년 2월 5일자로 신문에 게재하면서 시작되었다. 지역구민 5백 명을 상대로 한 설문 조사에서 이종찬, 노무현, 이명박 순으로 지지도가 나타났다고 보도한 것이다. 그런데 종로저널이 설문지를 직접 작성하는 등, 여론조사 결과를 임의로 조작했다는 의혹이 제기되었다. 이 사건은 종로저널 발행인이 선거법 위반으로 구속되면서 더욱 불이 붙었다. 경찰이 종로저널 발행인에 대한 은행계좌 추적에 들어가자 국민회의 이종찬 후보 측은 '이종찬 죽이기'라며 반발하고 나섰다. 반면 이명박 후보 측에서는 이 사건을 계기로 이종찬 후보를 더욱 압박해 나갔다. 그 해 4월 10일 국민회의 이종찬 후보는 아침 일찍부터 동망산 공원에서 배드민턴 동호회 회원들을 상대로 유세를 펼쳤다. 이어서 창신, 숭인동 일대 텃밭의 표 굳히기에 주력했다. 그는 부인과 함께 묘각사 입구에서 불자들에게 한 표를 호소하였다. 그러나 결과는 3만 3천여표로 2위로 낙선하고 말았다.
선거 당시 허위 폭로전이 있었다. 훗날 이명박의 비서였던 김유찬이 이명박 X-파일 폭로전에 가세하면서 밝혀졌다. 96년 총선 당시 이명박 상대 후보였던 이종찬 후보를 음해하기 위해 '이명박에게 3억을 받았으며 김대중 국민회의 총재도 이를 추인했다.'는 식으로 허위 '양심 선언'을 했다고 고백하였다.
1996년 국민회의 부총재, 1997년 제15대 대통령선거에서 김대중이 당선되자 대통령직 인수위원회 위원장을 맡았고, 1998년 김대중 정부의 첫 국가안전기획부장이 되어 국가정보원으로의 개편을 실행하였다.

#### 국가정보원 개혁
김대중의 오랜 정치 경력에 있어 이종찬은 말년에 사귀게 된 사이였지만 신임이 높았다. 또 그는 김대중 정권 발족 시에 정권인수위원회의 위원장으로도 활동했다. 김대중은 그가 현지 사정을 잘 안다는 이유로 안기부장으로 발탁했다. 이종찬은 군 엘리트 출신으로 안기부에 근무한 경력도 있기 때문에 "안기부 개혁은 안기부를 잘 알고 있는 인물에게"라는 김대중 대통령의 주선으로 안기부 수장으로 발탁되었다.
이종찬은 과거와 같은 국내 정치 개입을 배제하는 동시에 고비용, 저효율의 구조 개혁, 부조리한 인사 폐지, 정보화 사회에 맞는 정보 처리의 과학화, 경제, 산업, 통상, 기술 분야의 정보수집 강화, 활기차고 민주적인 직장 환경 조성 등을 내세워 개혁에 착수하였다. 이후 안기부는 해외 정보 수집에도 힘을 쏟게 되었다. 예를 들어 한국이 경제 위기에 빠진 첫 번째 책임은 안기부가 경제 정보 수집을 하지 않은 데 있다는 지적도 있었기 때문에, 이후 현재의 국정원이 인터넷 홈페이지를 만들어 국민에게도 정보를 공개하는 등의 사업을 추진하게 하였다. 이어 군사 정권의 색을 버리기 위해 안기부의 명칭을 안기부에서 국가정보원으로 바꾸고 조직 개편을 실행하였다.
1998년 6월 이종찬은 중견언론인 연구친목단체 관훈클럽이 주최한 조찬토론회에서 정치정보 수집의 불가피성을 언급하였다. 이종찬은 "국가정보기관으로서 국가 차원의 종합적인 정보분석과 판단을 위해 정치분야의 정보 수집과 분석은 필수적"이라고 선을 그었다. 그러나 언론사를 대상으로 보도협조 업무를 담당해오던 기구를 폐쇄했으며 언론보도에 일체 관여하지 않고 있다고 말했다.
그러나 이 같은 답변 직후 언론전문지 미디어 오늘은 안전기획부가 언론사찰을 계속하고 있다고 폭로했다. 미디어 오늘은 안기부 국내담당인 제2차장 산하 대공정책실과 기획판단국에 각각 언론공보 수집관과 논조분석 및 대응방안 담당관을 두고 과거와 별 다름 없는 언론감시 활동을 펴고 있다고 보도했다. 이종찬 부장은 정치권이 북한의 공작대상이 되고 있는데다 좌익세력의 침투 가능성이 많다는 것을 정치정보 수집 활동이 불가피하다는 논리의 근거로 내세웠다.

#### 지역인사 편중 반대
그는 국정원장 재직 중 특정 지역의 인사들이 실국장, 단장급 이상의 고위직을 독차지하는 것을 반대했다. 이종찬과 가까운 한 전직 국정원 관계자의 증언에 의하면 이종찬 안기부장이 임기초부터 빈약한 호남인맥문제에 관심을 기울이지 않았다라고 전해진다. 그에 의하면 "사실 이종찬 안기부장의 임기시절에도 여전히 안기부내 호남출신비율은 빈약했다고 전해지며 이종찬이 원장으로 재임하는 동안 아슬아슬하게 균형을 유지하던 국정원 내 지역균형이 98년 말기부터 김대중정권의 압력에 따라 급격히 무너졌다. 후에 이종찬의 퇴진이후 국정원의 인사가 호남 편중의 인사를 보였다고 전해진다."
그는 그외에도 특정 지역 출신들이 고위직을 독점하지 못하도록 지역 인사를 균형있게 안배하였다. 그 과정에서 김대중 정부 출범에 공이 있는 호남인맥들조차도 아무런 혜택이 없다시피하며 그들의 불만이 폭증했고 이는 김대중 정권과의 마찰로 발전한다.

#### 인사 문제 갈등
이미 김대중 정부 출범 직후 이종찬 원장과 정부사이에 미묘한 갈등이 벌어지기 시작했다. 원칙을 앞세운 이종찬 초대 국정원장은 정부여당과 김대중 정권이 수시로 호남출신인사들의 국정원중용을 강하게 요구했지만 받아들여지지 않았다. 한 여권 관계자에 의하면 "97년 12월 당시 국민회의와 DJ측이 안기부의 빈약한 호남출신 인맥에 극도로 신경쓰는 상태."였다고 전해진다. 이런 당시 김대중 정부의 행위는 지나친 간섭이자 월권이자 권력남용이었지만, 당시 정권의 입장에서는 이를 무시했다고 한다.
1997년 대선에서 김대중후보가 당선해 정권 교체에 성공하자 김대중 정부가 안기부의 빈약한 호남인맥문제를 가장 시급한 과제로 삼기 시작했다고 한다. 그러나 새로 취임한 이종찬 원장은 정권의 요구대로 특정지역 출신을 편중해서 요직에 쓰면 국정원의 기강이 무너진다는 것이 내 판단이었다”며 거절하여 새로 취임한 정권과 마찰을 빚기 시작했다고 한다.
당시 새로 취임한 정부에서는 이종찬 원장에게 끊임없이 호남지역 중심의 인맥을 중용하기를 권했지만 이런 인사문제로 김대중 정부측과 심한 갈등을 겪었다.

### 생애 후반

#### 퇴진 배경 논란
이종찬의 국가정보원장 퇴진에 호남계 인맥의 입김이 작용했다는 의혹도 있다. 당시의 국정원 전직 인사들은 이종찬 원장의 사퇴에는 호남계 인맥들의 민정당 출신이었던 이종찬 원장에 대한 거부감도 한몫했을 것이라고 추측하기도 했다.
한 수도권 출신 의원의 설명에 의하면 "충청 출신인 김종필 국무총리와 영남 출신인 김중권(金重權) 대통령비서실장과 서울 출신인 이종찬 국정원장의 존재 게다가 이들 모두 민정당 민자당등 5공 당시 군사정권 출신 인사들로써 호남출신과 민주화세력들이 주축인 김대중 정부로서는 눈엣가시 같은 존재였다. 자신들의 요청이 먹히지 않는 경우가 많았기 때문이다. 그러다 보니 김대중 정부에서는 이들에 대한 불만이 팽배했고, 99년 중반이 되면서 결국 김대중 정부도 이들의 목소리를 수용하지 않을 수 없는 상황이 됐다."한다. 그의 소신 인사로 결국 김대중 정부측과 갈등하면서 김대중 정권은 그를 전격 경질한다.
당시 한 민주당 소속 모 의원도 그가 이종찬을 비판한 것이 이종찬 퇴진의 원인이라 했다. 민주당 소속 모 전 의원에 의하면 “국정원 내부 호남인맥들이 민정당 민자당출신이던 이종찬 원장에 대한 반감이 심해져 이종찬 퇴진을 앞당기게 한 요인 중 하나다. 당시 이종찬이 차기 대권을 염두에 두고 있다는 등의 얘기가 나왔던 것도 그런 맥락이다”고 설명했다.

#### 2000년대 이후
국가정보원장을 물러난 뒤 1999년 5월 민주당 부총재로 복귀하였다. 2000년 새천년민주당 상임고문이 되고, 인터넷멀티문화협회 명예회장, 민주당 선거대책위원회 고문에 위촉되었다. 그 해 미국 하버드 대학교 국제문제연구소 객원연구원에 선임되었다.
2000년 새천년민주당 공천으로 제16대 국회의원 총선거 서울 종로구에 출마하였으나 낙선하였다. 2005년 2월부터 홍범도장군기념사업회 이사장을 맡았고, 한국선진화포럼 이사로도 선임되었다. 우당기념회 이사를 거쳐 2004년 우당기념관 관장 겸 우당장학회 이사장을 맡기도 했다.
2023년 6월 1일, 제23대 광복회장으로 선출되었다.

## 가족 및 친척 관계
- 조부: 이회영
- 조모: 달성 서씨
  - 백부: 이규룡
- 조모: 이은숙
  - 고모: 이규숙
  - 삼촌: 이규동
    - 사촌동생: 이종걸(李鍾杰, 1957년 5월 22일 - )
- 부: 이규학(李圭鶴, 1896-1973년 12월)
- 모: 조계진
  - 형: 이종원
- 부인: 윤장순(尹長順)
- 종조부: 이시영

## 학력
- 1949년 서울창신국민학교 졸업
- 1952년 경기중학교 졸업
- 1955년 경기고등학교 졸업
- 1960년 육군사관학교 16기 공학 학사
- 1961년 육군보병학교 수료
- 1962년 육군공병학교 수료
- 1972년 서울대학교 행정대학원 행정학 석사

## 경력
- 1973년 주영국대한민국대사관 참사관
- 중앙정보부 총무국장
- 1980년 국가안전기획부 기획조정실장
- 국가보위입법회의 위원
- 1981년 4월~1985년 4월 제11대 국회의원(서울 종로구중구/민주정의당)
- 1981년~1985년 민주정의당 원내총무
- 제11대 국회 운영위원회 위원장
- 1985년 4월~1988년 5월 제12대 국회의원(서울 종로구중구/민주정의당)
- 1988년~1989년 민주정의당 사무총장
- 1988년 5월~1992년 5월 제13대 국회의원(서울 종로구/민주정의당)
- 1988년 5월~1989년 제8대 정무 제1장관
- 1992년 5월~1995년 5월 제14대 국회의원(서울 종로구/민주자유당)
- 1997년 제15대 대통령직 인수위원회 위원장
- 1998년 3월~1999년 1월 제22대 국가안전기획부 부장
- 1999년 1월~1999년 5월 제22대 국가정보원 원장
- 우당장학회 이사장
- 우당장학회 명예이사장
- 우당기념관 관장
- 한국선진화포럼 이사
- 2005년 2월~2018년 8월 여천홍범도장군기념사업회 이사장
- 2023년 5월~광복회장

## 역대 선거 결과
|  | 48.71% |

|  | 32.23% |

|  | 37.95% |

|  | 35.47% |

|  | 33.55% |

|  | 39.96% |

## 소속 정당
| 소속 정당 | 소속 정당      | 소속 기간 | 비고           |
| --------- | -------------- | --------- | -------------- |
|           | 민주정의당     | 1981~1990 | 창당 정계 입문 |
|           | 민주자유당     | 1990~1992 | 합당           |
|           | 무소속         | 1992      | 탈당           |
|           | 새한국당       | 1992~1995 | 창당           |
|           | 민주당         | 1995      | 합당           |
|           | 무소속         | 1995      | 탈당           |
|           | 새정치국민회의 | 1995~1998 | 창당           |
|           | 무소속         | 1998~1999 | 탈당           |
|           | 새정치국민회의 | 1999~2000 | 복당           |
|           | 새천년민주당   | 2000~2005 | 합당           |
|           | 무소속         | 2005~2006 | 탈당           |
|           | 열린우리당     | 2006~2007 | 입당           |
|           | 무소속         | 2007~현재 | 탈당 정계 은퇴 |

## 평가
상당히 보수적 색채를 띤 정치인이었으나 그 역시 대선을 앞두고 김대중 대통령을 지지했다는 시각도 있다. 민정당 원애총무로 이떤 83년 정도에 많은 민주화 시위가 많았고 그 도중에 다친 사람도 많았다.
한편 김영삼 계열에서는 그가 민주정의당의 창당 주역이었고 중앙정보부에 근무했던 점을 들어 상당히 부정적으로 보기도 했다.

## 일화
11대 국회 출마 당시 민주정의당의 종로, 중구 조직책이 오제도에서 이종찬으로 바뀌었을 때 의열단원으로 독립운동을 했던 유석현(劉錫鉉)이 선뜻 선거사무장을 맡고 나서서 화제가 되었다.
| “ | 우리 이종찬 군은 할아버지, 아버지의 대를 이어서 훌륭한 일을 해낼 사람이오. 이종찬은 독립 운동가의 적자(嫡子)요. 이 사람의 당선은 그동안 피땀 흘려 나라를 찾은 수많은 애국 지사들의 바람이기도 하오. 이 사람을 뽑아주는 것은 역사의 순리요. 애국 선열들의 뜻에 부합되는 것이오. | ” |

유석현은 노구를 이끌고 만나는 사람 마다 이렇게 호소를 했다. 이와 함께 광복회를 비롯한 민족 단체들도 이종찬을 지지하고 나섰다.
그는 평소 장만기에게 그의 인간개발연구원에 출강하겠다고 약속하였다. 그리고 그 약속을 지켰다. 이종찬은 국회의원 시절의 약속을 지키기 위해 국가정보원장이 된 뒤 강사로 섰다. 장만기에 의하면 다른 정치인들 중에는 거절하거나 사양하는 일도 있었다 한다.

## 기타
제5공화국 당시 민주정의당의 국회의원이었다가 1998년 새정치국민회의에 입당하여 새천년민주당에서도 활동했고, 김대중 정부의 국정원장을 역임하였다.
초급 장교 시절 어느 일제 지원병 출신 장군이 '백범 김구는 무식하다'고 헐뜯는 이야기를 직접 듣고 분개하기도 하였다.
해공 신익희와도 인척간이었다. 그의 고모할머니 중 한 명은 신재희와 결혼했는데, 신재희는 동아일보 기자로 있다가 조선총독부의 불이익에 반발하여 중국으로 망명, 대한민국 임시정부 복무원으로 활동했다. 대고모부 신재희는 해공 신익희의 친 형이었다. 또한 신익희, 신재희의 이복 형 신규희의 처 조씨의 종손자가 청사 조성환이었다.
제4대 대통령을 지낸 윤보선 가문과는 외척이 되는데, 외증조부 흥선대원군의 증손녀이자 이준용의 서녀 이진완이 윤보선의 남동생 윤원선과 결혼하였다. 이준용은 이종찬의 어머니 조계진의 외사촌 오빠가 된다. 따라서 윤보선의 제수 이진완과는 내외종 6촌간이 된다.

## 같이 보기
| - 민주정의당 - 민주자유당 - 새한국당 - 새정치국민회의 - 언론대책문건사건 - 이회영 - 이시영 - 조정구 - 흥선대원군 - 이종걸 | - 중앙정보부 - 국가정보원 - 전두환 - 노태우 - 김영삼 - 김대중 - 윤보선 - 이종찬 - 종로구·중구 - 서울 종로구의 국회의원 - 서울 중구의 국회의원 - 종로구 (1988년 선거구) - 대한민국의 국가정보원 기획조정실장 - 대한민국의 국가정보원장 - 대한민국의 특임장관 |